# Алі Лохан
Аліана Тейлор «Алі» Лохан (англ. Aliana Taylor «Ali» Lohan; 22 грудня 1993, Бронкс, Нью-Йорк, США) — американська акторка, співачка, телеперсона і фотомодель.

## Життєпис
Аліана Тейлор Лохан народилася 22 грудня 1993 року в Бронксі (Нью-Йорк) третьою з чотирьох дітей у сім'ї Майкла Лохана (нар. 1960) та Діни Лохан (до шлюбу Салліван; нар. 1962). Батьки Аліани одружилися в 1985 році, вони часто розлучалися і сходилися, але зрештою розлучилися в 2007 році. Батько — бізнесмен і колишній біржовий маклер з Волл-стріт, який успадкував макаронну фабрику від батька, попри те, що кілька разів мав проблеми із законом. Мати — менеджерка, у минулому — танцюристка. Її старша сестра Ліндсі Лоан (нар. 1986) — відома голлівудська акторка та співачка. Також у Алі є брати Майкл (нар. 1987) та Дакота (нар. 1996), теж актори та моделі. Має і єдинокровну сестру й двох однокровних братів: Ешлі Горн (нар. 1995), Лендон Мейджор Лохан (нар. 2013) та Логан Майкл Лохан (нар. 2014).

## Кар'єра
Зніматися почала вже у 2-річному віці як модель Ford Models. З'явилася в таких журналах як Vogue Bambini, Teen Vogue і Rave Girl.
Як акторка дебютувала у 5 років, у фільмі «Пастка для батьків», головну роль у якому зіграла її старша сестра Ліндсі. У фільмі Алі виконала епізодична роль у сцені в аеропорту (також у цьому фільмі з'явилися її мама та старший брат).
У 13 Алі записала перший музичний альбом. Ним стала різдвяна платівка «Lohan Holiday».
У 2008 році Алі виконала одну з головних ролей у сімейній комедії « Невеликий привид». Цього ж року вона з'явилася у сімейному реаліті-шоу «Жизнь Лохан», після чого в її кар'єрі сталосяя 3-літнє затишшя.
У 2011 році Алі знялася у фільмі «Троль» (вийшов у прокат у 2012 році) і підписала контракт із модельним агентством NEXT, пізніше з'явившись на обкладинці журналу Fault. У 2013 році Лохан підписала контракт з модельним агентством Wilhelmina.
15 листопада 2018 року Billboard оголосив, що Лохан випустила ще один сингл «Long Way Down» і працює над EP.

## Фільмографія
| Рік  |   | Українська назва                | Оригінальна назва               | Роль                     |
| ---- | - | ------------------------------- | ------------------------------- | ------------------------ |
| 1998 | ф | Пастка для батьків              | The Parent Trap                 | дитина в аеропорту       |
| 2000 | ф | Ідеальна іграшка                | Life-Size                       | дівчинка на футболі      |
| 2007 | ф | Я знаю, хто убив мене           | I Know Who Killed Me            | Обрі Флемінг у дитинстві |
| 2008 | ф | Невеликий привид                | Mostly Ghostly                  | Трейсі Вокер             |
| 2011 | с | Keeping Up With The Kardashians | Keeping Up With The Kardashians | камео                    |
| 2022 | ф | Падіння на Різдво               | Falling for Christmas           | Б'янка                   |

## Дискографія

### Студійні альбоми
| Назва         | Опис                                                                       |
| ------------- | -------------------------------------------------------------------------- |
| Lohan Holiday | - Released: 31 жовтня 2006 - Label: YMC - Formats: CD, завантаження музики |

### Пісні
| »All the Way Around"                                                                 | 2008 | —[A] | 22 | Non-album singles |
| «Long Way Down»                                                                      | 2018 | —    | —  | Non-album singles |
| «Without You»                                                                        | 2022 | —    | —  | Non-album singles |
| «—» позначає релізи, які не потрапили в чарти або не були випущені на цій території. |      |      |    |                   |